# Boston Open 2016
Die Boston Open 2016 im Badminton fanden vom 29. April bis zum 1. Mai 2016 im Rockwell Cage des Massachusetts Institute of Technology in Cambridge statt.

## Sieger und Platzierte
| Disziplin    | Gold                      | Silber                              | Bronze                                 |
| ------------ | ------------------------- | ----------------------------------- | -------------------------------------- |
| Herreneinzel | Chan Kwong Beng           | Charles Gu                          | Phillip Jap                            |
| Herreneinzel | Chan Kwong Beng           | Charles Gu                          | Qiu Chongtian                          |
| Dameneinzel  | Zhang Beiwen              | Monika Szöke                        | Deepti Reddy                           |
| Dameneinzel  | Zhang Beiwen              | Monika Szöke                        | Yen-Fang Wang                          |
| Herrendoppel | Charles Gu Halim Haryanto | Leonard Holvy de Pauw Yoo Yong-sung | Chan Kwong Beng Chandra Kowi           |
| Herrendoppel | Charles Gu Halim Haryanto | Leonard Holvy de Pauw Yoo Yong-sung | Julien Déry Jean-Patrick Fortin-Cantin |
| Damendoppel  | Jing Yu Hong Zhang Beiwen | Jennie Gai Jenna Gozali             | Anne-Julie Beaulieu Valérie Bureau     |
| Damendoppel  | Jing Yu Hong Zhang Beiwen | Jennie Gai Jenna Gozali             | Nicole Frevold Monika Szöke            |
| Mixed        | Yoo Yong-sung Daphne Ng   | Chandra Kowi Jennie Gai             | Chan Kwong Beng Jenna Gozali           |
| Mixed        | Yoo Yong-sung Daphne Ng   | Chandra Kowi Jennie Gai             | Leonard Holvy de Pauw Jing Yu Hong     |